# Friedrich Kronseder
Friedrich Kronseder SJ (* 4. Juli 1879 in München; † 16. August 1957 in Neuburg an der Donau) war ein deutscher Jesuit, theologischer Schriftsteller und Studentenseelsorger in München.

## Leben
Friedrich Kronseder studierte nach seinem Abitur am Münchner Ludwigsgymnasium Philosophie und katholische Theologie  in München und Innsbruck. Am 29. Juni 1904 empfing er im Priesterseminar in Freising die Priesterweihe. Nach einer Wallfahrt durch das Heilige Land und Kaplanstätigkeit trat er am 19. April 1909 der Gesellschaft Jesu bei. Er nahm am Ersten Weltkrieg als Divisionspfarrer beim 9. Armeekorps im Westen teil. Nach dem Krieg war er als Prediger, Exerzitienleiter und Hochschulseelsorger tätig.
Von 1920 bis 1923 wirkte er als Prediger in der Kirche am Hof in Wien. Seine dortigen Predigten machten auf den späteren Universitätsprofessor und Gründer der Legion Mariens in Österreich, Friedrich Wessely, einen großen Eindruck und bewogen Wessely, im Herbst 1926 in das Wiener Priesterseminar einzutreten und mit dem Studium der katholischen Theologie zu beginnen. Kronseder gehörte zum Gründerkreis des 1922 in Wien gegründeten Kulturbunds, der vom österreichischen Schriftsteller Karl Anton Rohan initiiert wurde und der ein „stärker kulturphilosophisches als politisches“ sowie vom „Nietzsche-Kult“ geprägtes Programm hatte. Von 1924 bis 1927 war Kronseder Studentenseelsorger in Leipzig. 1927 berief ihn Kardinal Faulhaber zum Hochschulseelsorger und Prediger nach München, wo er unter anderem oft in der Münchner Jesuitenkirche St Michael predigte. Dort wurde er auch Mitglied der katholischen Studentenverbindung Rheno-Bavaria im KV. Auf Kronseders Initiative hin gründete Kardinal Faulhaber eine Akademiker-Kongregation, die am 3. April 1929 vom Ordensgeneral in Rom der Prima Primaria angegliedert wurde. Kronseder engagierte sich vielfältig als studentischer und Hochschulseelsorger; so führte er z. B. 1927 dreißigtägige ignatianische Wahlexerzitien in Wyhlen bei Basel durch, an denen u. a. der spätere Schweizer Theologe Hans Urs von Balthasar als junger Akademiker teilnahm.
Kronseder wurde Spiritual und Ratgeber mehrerer Frauenverbände sowie gefragter Beichtvater. Sein Werk zeugt von einer glühenden Verehrung des trinitarischen Gottes. Er starb im Sommer 1957 im Priesterhospiz der Jesuiten in Neuburg und wurde auf dem Ordensfriedhof in Pullach bei München beigesetzt.

## Werke (Auswahl)
Autorenschaft
- Der heilige Johannes vom Kreuz (= Seele-Bücherei, Band 5). Habbel Verlag, Regensburg 1926.
- Das Leben in Gott. Einführung ins geistliche Leben. 16.–18. Tausend. Pustet, Regensburg 1950;
erschien auch in anderen Sprachen, wie z. B.:
  - La vita in Dio. Orbis catholicus, Rom 1954 (italienisch).
  - La vida en Dios. 3. Auflage. Riealp, Madrid 1956 (spanisch).
- Im Geheimnis. 2. Auflage. Habbel Verlag, Regensburg 1952.
- Christus-Litanei und Dreieinigkeits-Litanei. In: Michael Faulhaber: Ansprachen. Band 3. Freising (nach 1959), S. 37–47.
- Neutestamentliche Frömmigkeit. In: Jahrbuch für mystische Theologie. Nr. 12, Teil 2. Heiler Verlag, Wien 1966. S. 99–248.

Übersetzung und Herausgeberschaft
- NN: Im Banne der Dreieinigkeit. 1. Auflage. Pustet, Regensburg 1933;
erschien in zahlreichen Ausgaben und teils auch in einem anderen Verlag, wie z. B.: 19.–23. Tausend. Gregorius-Verlag, Regensburg 1948.